# Дискавери-Спринг Гарден (Мериленд)
Дискавери-Спринг Гарден (енгл. Discovery-Spring Garden) град је у америчкој савезној држави Мериленд.

## Демографија
По попису из 2000. године број становника је 2.152.
| Група             | 2000.         | 2010.    |
| Белци             | 1.889 (87,8%) | 0 (0,0%) |
| Афроамериканци    | 162 (7,5%)    | 0 (0,0%) |
| Азијати           | 27 (1,3%)     | 0 (0,0%) |
| Хиспаноамериканци | 34 (1,6%)     | 0 (0,0%) |
| Укупно            | 2.152         | 0        |